# ديبي دين
ديبي دين (بالإنجليزية: Debbie Dean)‏ هي مغنية وكاتبة غنائية أمريكية، ولدت في 1 فبراير 1928 في كنتاكي في الولايات المتحدة، وتوفيت في 17 فبراير 2001 في أوجي في الولايات المتحدة.

## وصلات خارجية
- ديبي دين على موقع IMDb (الإنجليزية)
- ديبي دين على موقع ميوزك برينز (الإنجليزية)
- ديبي دين على موقع ديسكوغز (الإنجليزية)